# Titanoeca
Titanoeca là một chi nhện trong họ Titanoecidae.

## Các loài
- Titanoeca altaica Song & Zhou, 1994 — China
- Titanoeca americana Emerton, 1888 — North America
- Titanoeca asimilis Song & Zhu, 1985 — Russia, Mông Cổ, China
- Titanoeca brunnea Emerton, 1888 — United States, Canada
- Titanoeca caucasica Dunin, 1985 — Azerbaijan
- Titanoeca decorata Yin & Bao, 2001 — China
- Titanoeca eca Marusik, 1995 — Kazakhstan
- Titanoeca flavicoma L. Koch, 1872 — Palearctic
- Titanoeca guayaquilensis Schmidt, 1971 — Ecuador
- Titanoeca gyirongensis Hu, 2001 — China
- Titanoeca hispanica Wunderlich, 1995 — Spain, France
- Titanoeca incerta (Nosek, 1905) — Bulgaria, Turkey
- Titanoeca lehtineni Fet, 1986 — Central Asia
- Titanoeca lianyuanensis Xu, Yin & Bao, 2002 — China
- Titanoeca liaoningensis Zhu, Gao & Guan, 1993 — China
- Titanoeca mae Song, Zhang & Zhu, 2002 — China
- Titanoeca minuta Marusik, 1995 — Kazakhstan
- Titanoeca monticola (Simon, 1870) — Bồ Đào Nha, Spain, France
- Titanoeca nigrella (Chamberlin, 1919) — North America
- Titanoeca nivalis Simon, 1874 — Holarctic
- Titanoeca palpator Hu & Li, 1987 — China
- Titanoeca praefica (Simon, 1870) — Spain, France, Algérie, Russia
- Titanoeca psammophila Wunderlich, 1993 — Central Europe
- Titanoeca quadriguttata (Hahn, 1833) — Palearctic
- Titanoeca schineri L. Koch, 1872 — Palearctic
- Titanoeca transbaicalica Danilov, 1994 — Russia
- Titanoeca tristis L. Koch, 1872 — Europe to Central Asia
- Titanoeca turkmenia Wunderlich, 1995 — Iran, Turkmenistan
- Titanoeca ukrainica Guryanova, 1992 — Ukraine
- Titanoeca veteranica Herman, 1879 — Eastern Europe to Central Asia
- Titanoeca zyuzini Marusik, 1995 — Russia, Mongolia